# Орвинио
Орвѝнио (на италиански: Orvinio) е село и община в Централна Италия, провинция Риети, регион Лацио. Разположено е на 840 m надморска височина. Населението на общината е 472 души (към 2010 г.).